# Get Heavy
Get Heavy — дебютний студійний альбом фінського гурту Lordi. Виданий 27 січня 2002 року на лейблі BMG Finland/Drakkar Records. Незважаючи на те, що на обкладинці альбому присутній бас-гітарист Kalma, всі бас-гітарні партії на альбомі виконав Magnum, який пішов з гурту одразу після розпису платівки.

## Список композицій
Всі пісні були написані Mr. Lordi. Слова до пісні «Monster Monster» були написані у співавторстві з Трейсі Ліпп.
1. «Scarctic Circle Gathering» — 1:02 (Ambient)
2. «Get Heavy» — 3:01
3. «Devil Is a Loser» — 3:29
4. «Rock the Hell Outta You» — 3:06
5. «Would You Love a Monsterman?» — 3:02
6. «Icon of Dominance» — 4:35
7. «Not the Nicest Guy» — 3:13
8. «Hellbender Turbulence» — 2:46
9. «Biomechanic Man» — 3:22
10. «Last Kiss Goodbye» — 3:07
11. «Dynamite Tonite» — 3:13
12. «Monster Monster» — 3:23
13. «13» — 1:06 (Ambient)

## Сингли
1. Would You Love a Monsterman? — виданий 28 жовтня 2002
2. Devil is a Loser — виданий 14 квітня 2003

## Додаткові матеріали
Альбом записаний 13 травня 2008 у Північній Америці на лейблі The End Records і до нього увійшов ще один трек:
- «Don't Let My Mother Know» — 3:33

Японське видання видано 23 травня 2008 лейблом BMG Japan та включає два додаткові треки:
- «Don't Let My Mother Know» — 3:33
- «Would You Love A Monsterman? (Radio Edit)» — 3:04

Німецьке та японське видання включають бонусний відеокліп:
- Would You Love a Monsterman? (Німеччина та Японія)
- Devil is a Loser (Японія)

## Позиції в чартах
| Чарт (2002) | Найвище місце |
| ----------- | ------------- |
| Фінляндія   | 3             |

| Місце   | 3  | 4  | 5 | 7 | 11 | 10 | 11 | 12 | 11 | 8 | 11 | 20 | 33 | 36 | 34 | 30 | 23 | 27 | 29 | 32 |
| Тиждень | 21 | 22 |   |   |    |    |    |    |    |   |    |    |    |    |    |    |    |    |    |    |
| Місце   | 28 | 34 |   |   |    |    |    |    |    |   |    |    |    |    |    |    |    |    |    |    |

## Учасники запису
- Lordi — вокал, зведення
- Amen — гітара, бек-вокал
- Kita — ударні, бек-вокал
- Magnum — бас-гітара, бек-вокал
- Enary — клавішні, фортепіано, бек-вокал